# Statens Järnvägar

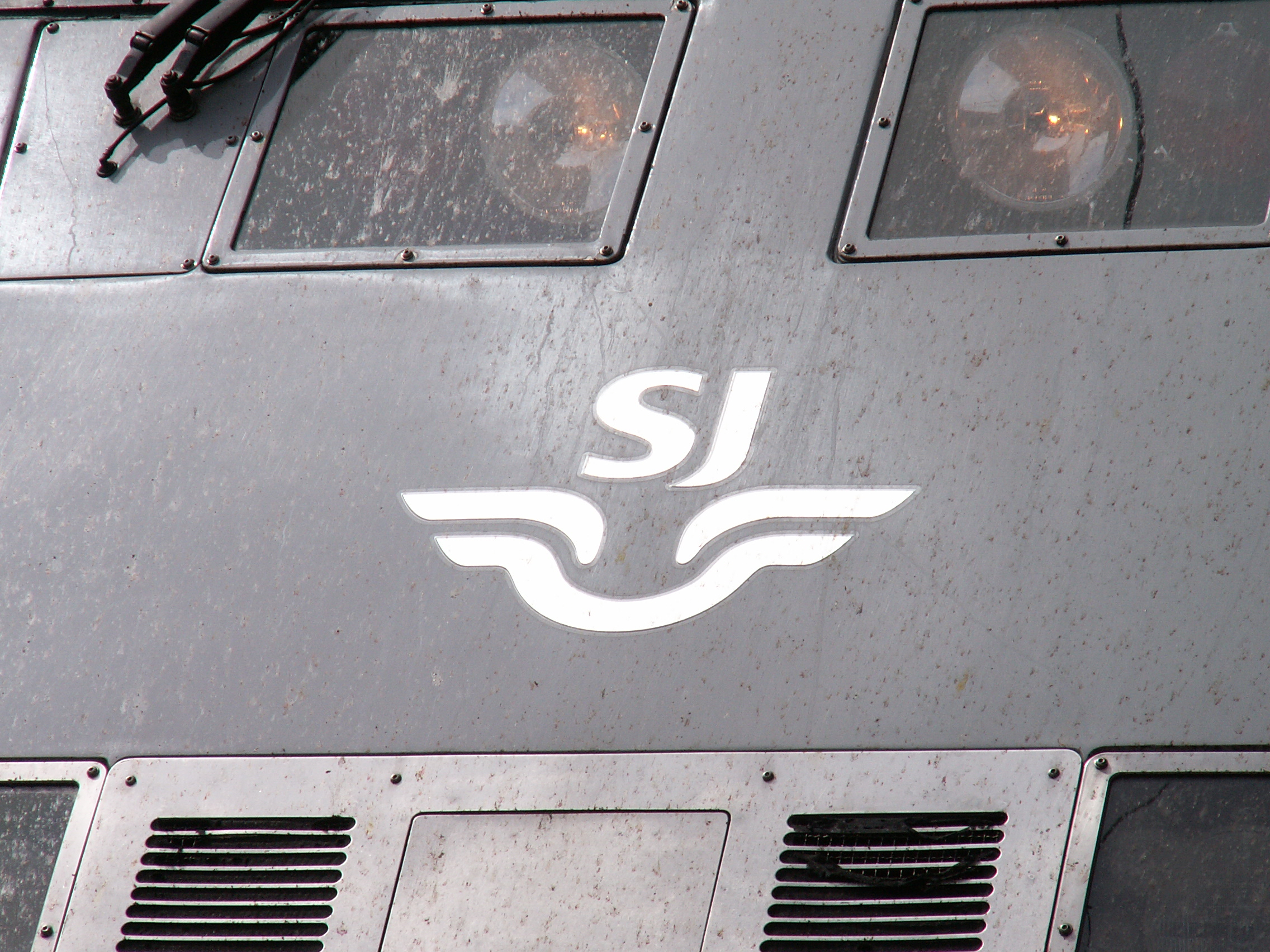
Logo der SJ AB am Triebkopf eines SJ X2

Statens Järnvägar, abgekürzt SJ, war der allgemeine Name der ehemaligen schwedischen Staatsbahnen, die bis 1990 das Monopol im gesamten schwedischen Schienenverkehr hatte und bis in die 1990er Jahre die Schieneninfrastruktur verwaltete. 
Offiziell hieß die Behörde bis zum 1. September 1966 Kungliga Järnvägsstyrelsen (Königliche Eisenbahnverwaltung) – den Verkehr führten Sveriges Statsbanor, ab 1905 Statens Järnvägar durch. Bis zum 1. Januar 2001 existierten die SJ als unternehmerisch tätige Behörde. Seitdem trägt die in eine Aktiengesellschaft umgewandelte Personenverkehrssparte den Namen SJ AB.

## Namensdefinition der Staatsbahnen
Am 22. Januar 1855 wurde der Ingenieur Nils Ericson beauftragt, Stammbahnen anzulegen und diese nach der Eröffnung zu betreiben. Ericson erhielt dazu den Leitungsposten einer 1856 dafür eingerichteten Behörde, dem „Styrelsen för statens järnvägsbyggnader“ (deutsch in etwa: „Amt für staatlichen Eisenbahnbau“).
Nils Ericson überführte in dieser Position 1863 die Verkehrsaufgaben auf „Styrelsen för statens järnvägstrafik“ (deutsch in etwa: „Amt für staatlichen Eisenbahnverkehr“) mit einem Generaldirektor als Leiter. 1882 wurde „Statens järnvägsbyggnader“ dem „Väg- och vattenbyggnadsstyrelsen“ (deutsch in etwa: „Staatliche Weg- und Wasserbau-Behörde“) zugeordnet.

### Sveriges Statsbanor
Am 1. Juni 1888 wurden „Styrelsen för statens järnvägsbyggnader“ mit „Styrelsen för statens järnvägstrafik“ zusammengeführt und bildeten das „Kungliga Järnvägsstyrelsen“ (deutsch „Königliches Eisenbahnamt“ oder „Königliche Eisenbahnbehörde“) für die Sveriges Statsbanor für das in der Union mit Norwegen vereinigte Schweden oder nach der Auflösung der Union ab 1905 für Statens Järnvägar in Schweden.

## Die Staatsbahnzeit
Als ab 1856 die ersten „Stammbahnen“ genannten Hauptstrecken eröffnet wurden, begann eine enorme Entwicklung, als Kungliga Järnvägsstyrelsen entlang aller Strecken Bahnwärter beschäftigte, Dienstwohnungen für alle Bahnwärter und das Bahnhofspersonal einrichtete und Architekturabteilungen schuf, die über das Aussehen der Bahnhöfe und die Anlage und Gestaltung der Bahnanlagen entschieden. Bis 1973 gab es eine eigene Gartenabteilung, die für die Ausschmückung der Bahnhofsplätze zuständig war.
Die Bedeutung der Staatsbahnen wuchs bis in die Mitte des 20. Jahrhunderts, nicht zuletzt durch einen Reichstagsbeschluss von 1939 über die Allgemeine Eisenbahnverstaatlichung in Schweden, wonach sehr viele der zahlreichen schwedischen Privatbahnen verstaatlicht und in das Kungliga Järnvägsstyrelsen eingegliedert wurden. Dadurch erreichten die Staatsbahnen in den Jahren nach dem Zweiten Weltkrieg eine starke Stellung. Sie führten den Personen- und Güterverkehr auf dem gesamten staatlichen Schienennetz durch und betrieb Buslinien im ganzen Land. Über das Tochterunternehmen AB Svenska Godsbilcentraler (ASG) spielten die Staatsbahnen eine Rolle im Güterverkehr auf der Straße. Es gab eine bahneigene Reisebürokette und die Staatsbahnen betrieben Zug- und Autofähren. Es gab eigene Werkstätten für den Zugbetrieb. Bau und Unterhalt der Strecken oblagen der Behörde. Seine maximale Größe erreichte das Unternehmen 1950, als es mit 50.000 Mitarbeitern fast jeden hundertsten Schweden beschäftigte. Die Mehrheit der Beschäftigten im öffentlichen Sektor arbeitete damals bei den Staatsbahnen.
1963 forderte der schwedische Reichstag, dass jede Verkehrsform sich wirtschaftlich selbst tragen müsse. Dieser Beschluss führte zur Stilllegung eines Großteils der Nebenstrecken in Schweden. Gleichzeitig wurde der Omnibusverkehr weiterentwickelt, so dass die Staatsbahnen in den 1970er Jahren das größte Busunternehmen in Schweden wurden.

## Privatisierung
In den 1980er Jahren war es Ziel der schwedischen Verkehrspolitik, die SJ aufzuteilen und zu verkaufen. Zunächst wurde das Streckennetz vom Zugbetrieb getrennt: Das Streckennetz wurde 1988 an Banverket übertragen, eine staatliche Gesellschaft (Behörde), die bis zum 31. März 2010 für die Infrastruktur des schwedischen Eisenbahnverkehrs verantwortlich war. Am 1. April 2010 wurden diese Aufgaben von der neu gegründeten Behörde Trafikverket übernommen, die zudem für Bau und Unterhalt der Straßen zuständig ist.
In weiteren Schritten wurden in den 1990er Jahren die Reisebüros verkauft und der Busverkehr in die Gesellschaft Swebus ausgegliedert, die diesen Busverkehr vom 21. April 1997 bis zum 27. August 2018 durchführte. Die Muttergesellschaft Nobina veräußerte zu diesem Zeitpunkt Swebus Express AB für 10,2 Millionen Euro, etwa 108 Millionen SEK, an FlixBus Sverige AB. Zu den Verkäufen gehören der Betrieb, die Marke und der Großteil der Fahrzeugflotte von Swebus.
Am 1. Januar 2001 wurden die wesentlichen Geschäftsbereiche der SJ schließlich in sechs neue, unabhängige Aktiengesellschaften überführt. Von den ursprünglichen SJ blieb aus technischen Gründen ein kleiner Rest übrig, das Affärsverket Statens Järnvägar (SSRT), das keinen eigenen Eisenbahnverkehr betrieb, jedoch Fahrzeuge besaß und diese an verschiedene Verkehrsunternehmen vermietete. Aufgrund des Regierungsbeschlusses vom 6. September 2012 wurde das Affärsverket Statens Järnvägar zum 31. Dezember 2012 aufgelöst. Die verbleibenden eisenbahnbezogenen Aktivitäten wurden an Trafikverket übertragen.

## Die schwedische Eisenbahn nach der Aufspaltung

### Personenverkehr (SJ AB)

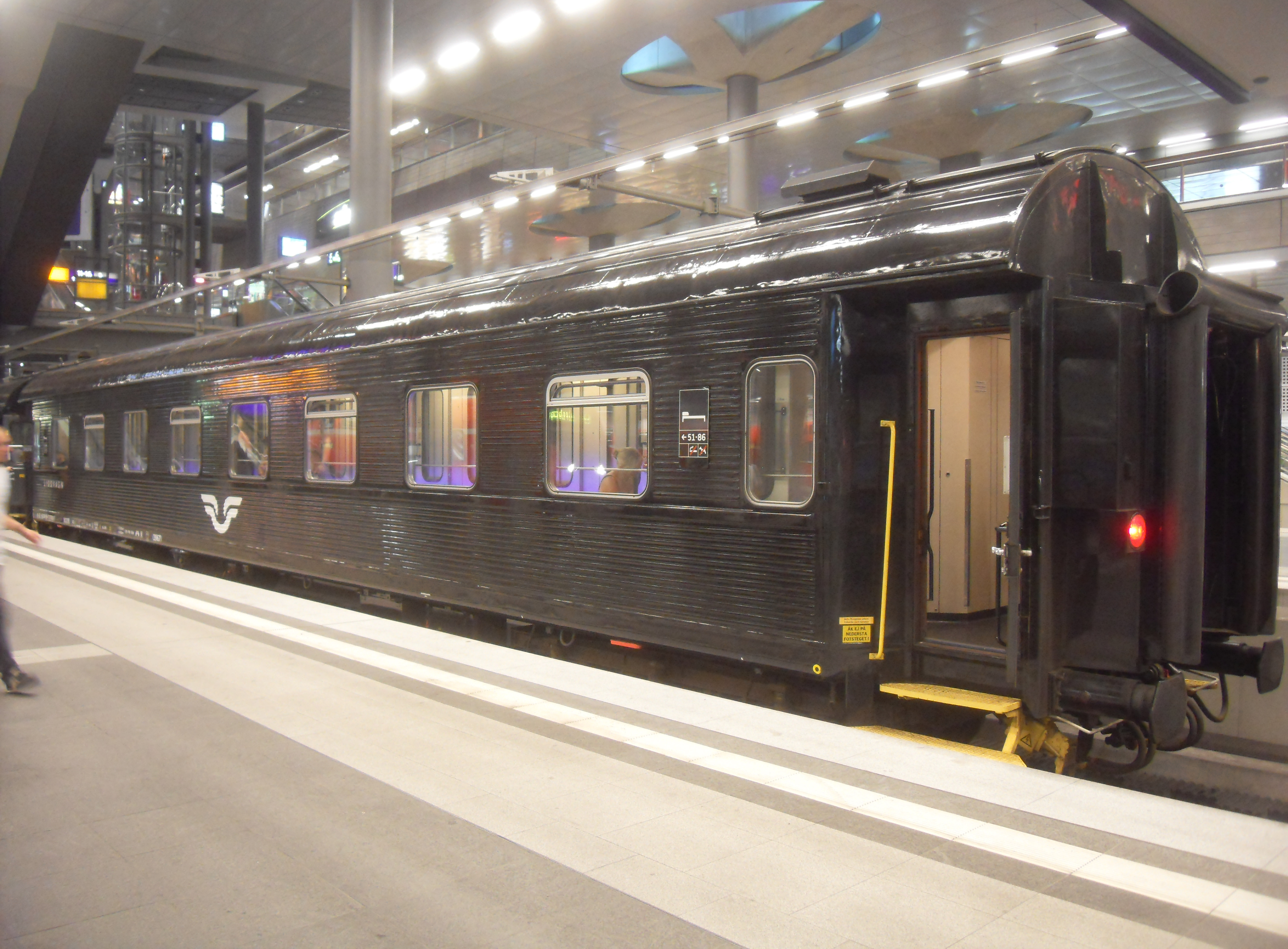
EuroNight-Wagen der SJ AB im Berliner Hauptbahnhof mit Logo der SJ AB

Der Personenreiseverkehr wurde von der „SJ AB“ übernommen. Sie betreibt den schwedischen Eisenbahn-Fernreiseverkehr heute auf rentablen Strecken eigenwirtschaftlich. Nicht kostendeckend zu betreibende Strecken werden durch staatliche Aufgabenträger nach Ausschreibung an das Eisenbahnverkehrsunternehmen vergeben, das das günstigste Angebot vorgelegt hat. Der Regionalverkehr ist Angelegenheit der Provinzial- und Regionallandtage (schwedisch landsting). Dementsprechend existiert in jeder Provinz eine eigene Gesellschaft, die den Regionalverkehr organisiert und die nötigen Verkehrsleistungen bei den Verkehrsunternehmen bestellt. Das günstigste Unternehmen für die Erbringung des Verkehrs wird per Ausschreibung ermittelt, wobei sich SJ an den Ausschreibungen für Fern- und Regionalverkehrsleistungen beteiligen kann. Im Regionalverkehr konnte SJ AB lange Zeit nur wenige Leistungen gewinnen und im Fernverkehr verlor sie wichtige Routen. Nach der Jahrtausendwende gelang es ihr, in Kooperation mit anderen Bahnunternehmen wieder mehr Verkehre zu übernehmen.
Ab Mitte 2015 reisten tausende Flüchtlinge vor allem aus Syrien mittels SJ nach Schweden ein. Am 21. Dezember 2015 kündigte SJ an, den Personenverkehr aus Dänemark einzustellen. Grund sei, dass SJ nicht in der Lage sei, wie von der schwedischen Regierung gefordert, die Identität aller nach Schweden einreisenden Fahrgäste zu überprüfen. Die Regierung hat nach dem massiven Zuzug vorübergehend das Schengen-Abkommen ausgesetzt und ein Gesetz verabschiedet, das Personenkontrollen in allen öffentlichen Verkehrsmitteln vorschreibt. Ab dem 4. Januar 2016 müssen alle Transportunternehmen mit Strafen rechnen, wenn sie Fahrgäste ohne einen Identitätsnachweis mit Foto ins Land bringen. Die Bahn erklärte, sie habe nicht die Kapazitäten für solche Kontrollen und stelle daher vorübergehend den Personenverkehr ein, bis eine praktikable Lösung gefunden sei. Zum 1. März 2016 wurde der Betrieb auf der Strecke Malmö–Kopenhagen wieder aufgenommen.

### Güterverkehr
Schon in den 1990er Jahren wurde der Erzverkehr auf der nordschwedischen Erzbahn Luleå–Gällivare–Kiruna–Narvik ausgegliedert. Der Güterverkehrssparte der SJ wurde 2001 in die Gesellschaft Green Cargo (GC) überführt.

### Weitere Geschäftsfelder
Die Instandhaltung der Züge hat die EuroMaint AB übernommen, Jernhusen AB verwaltet die Immobilien der ehemaligen Staatsbahn und TraffiCare AB sorgte für die Bahnhofs- und Zug-Abfertigung. Die TraffiCare AB wurde inzwischen zum Teil verkauft, zum Teil umorganisiert.
2021 war SJ an folgenden Unternehmen beteiligt:
- Sveriges Kommunikationer AB, Stockholm (50 %)
- Kust till Kust AB, Karlskrona (25 %)
- Botniatåg AB, Stockholm (40 %)
- Vänertåg AB, Stockholm (50 %)[7]